# Fríský kůň

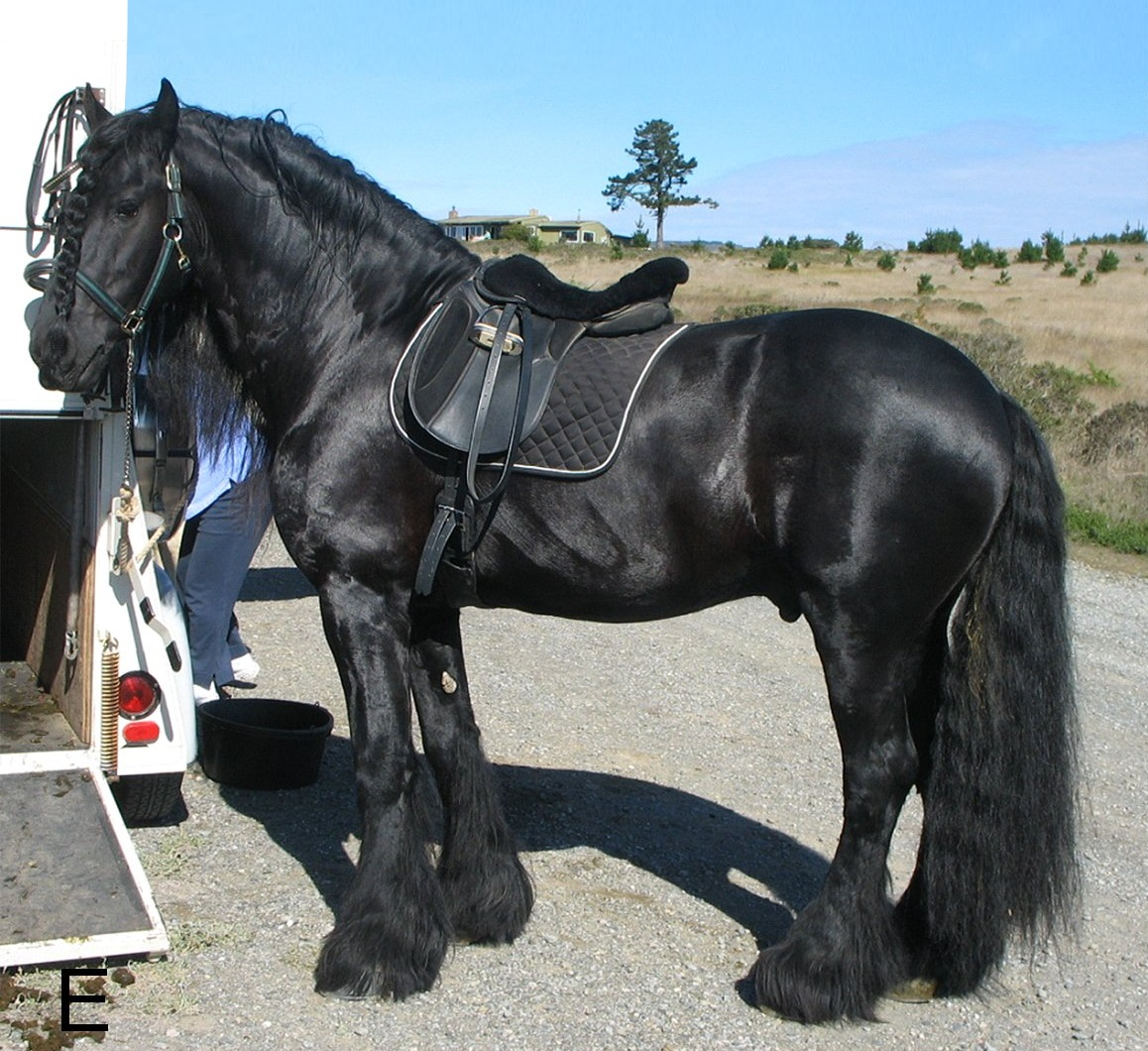
Fríský kůň

Fríský kůň patří mezi nejstarší evropská plemena koně. Soudí se, že jeho počátek je třeba hledat v době před 3000 lety. Je původním severoevropským plemenem blízkým koni armonickému. Pochvalné zprávy nám o něm zanechali již staří Římané, kteří chválili jeho výkonnost. Domovem tohoto plemene je Frísko v severní části Nizozemska.
Původní Frís byl ovšem dost nevzhledným chladnokrevníkem, věhlas získal po zušlechtění orientální krví. Značně byl ovlivněn hlavně andalusany v době španělské okupace Nizozemí (16. a 17. století). Původně pracovní, pak rytířský kůň se postupně změnil na reprezentačního karosiéra, i když byl dost temperamentní a pohyblivý i pod sedlem. Vyvážel se do celé Evropy a ovlivňoval mnohá plemena. Spolehlivě předává svou černou barvu.

## Historie

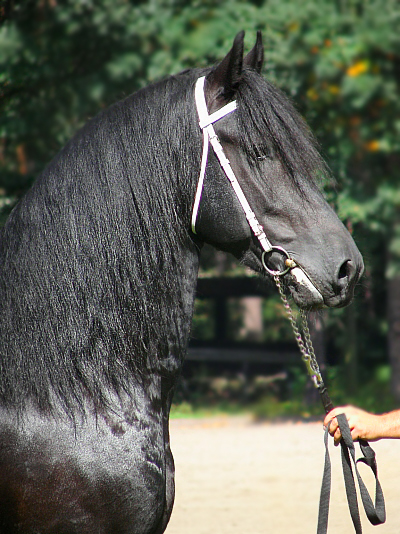
Fríský kůň

Jako jedno z nejstarších evropských plemen mělo vliv na utváření mnoha dalších plemen koní a poníků starého kontinentu, jako např. koně oldenburského nebo dølského. Koně z Fríska se honosí dlouhou historií: již ve 14. století je například vyhledávala šlechta, protože byli elegantní a měli vysokou akci, což mimochodem svědčí o přilití krve španělských koní.
V zemi původu fríský kůň pracoval na farmách, ale i pod sedlem, a dokonce běhal dostihy. Plemená kniha sice fungovala už v roce 1879, počty fríských koní však snižovala konkurence ze strany ostatních těžkých plemen. Během světových válek plemeno málem zaniklo úplně, naštěstí však několik koní přežilo. V 60. letech 20. století však bylo registrováno jen 500 klisen.
Nápadný zjev plemene spolu s okázalou akcí a přátelskou povahou předurčil fríské koně pro práci u filmu a v televizi. Nizozemský herec Rutger Hauer během natáčení filmu Jestřábí žena (1985) na fríském koni jezdil a plemeno ho natolik fascinovalo, že si jednoho fríse musel po natáčení hned pořídit. Film fríské koně velmi zpopularizoval i v USA a přispěl ke vzniku Asociace chovatelů fríských koní Severní Ameriky. Dnes si frísové budují popularitu také jako sportovní koně pro drezuru a zápřeže.

## Kůň pro všechno
Kvůli klidnému temperamentu, hrdému vzezření a černé barvě byli fríští koně používáni také pro ceremoniální účely. Spřežení fríských koní však dělalo reklamu i londýnskému obchodnímu domu Harrods. V současné době probíhá přerod plemene z těžšího teplokrevníka na moderního sportovního koně pro drezurní obdélníky.

## Vzhled a stavba těla
Smolně černý kůň bez bílých odznaků je vysoký 150–175 cm a dost těžký. Má dlouhou, ale úhlednou hlavu, nápadně pohyblivé uši, velmi bohatě zvlněnou hřívu a ohon a na nohách bohatý rous. Krk je obloukovitý, vysoko nesený, plec kvalitní, kohoutek výrazný, trup robustní a záď mocná. Poměrně dlouhé nohy jsou silné s dobrými klouby a tmavými zdravými kopyty. Chody jsou výborné, krok vysoký, takže spřežení vypadá velmi působivě a hrdě. Při klusu dosahuje vysoké akce a ruchu.
Typickým znakem plemene jsou: Rousy na spodní části holení a spěnkách, výrazně bohatá a dlouhá hříva a mohutná krční linie.

## Využití
Využívá se nejčastěji na drezuru a – stejně jako v minulých staletích – k zapřahání do kočárů. Dnes už kromě parkuru a dostihů figuruje ve všech odvětvích jezdeckého sportu.
Frís byl nepostradatelný při obřadních průvodech, např. při pohřbech díky svému černému zbarvení. Později sloužil jako klusák. Po první světové válce mu zůstala jen práce v zemědělství, přičemž byl málem na vymření. Zachránila ho nizozemská Královská chovatelská společnost. Dnes je opět populární a vyváží se do světa. Je to všestranný tažný kůň, který se dnes uplatňuje i ve sportu. Slouží jako klusák zapřahaný do dvojkolky zvané gig, uplatňuje se v drezuře i v cirkusu a dobře chodí pod sedlem, ovšem rekreačně. Je předkem mnoha koní jako například Daleského ponyho.

## Chov
- Barokní: Nejméně chovaný typ, považován za staromódní.
- Střední: Univerzální, nejpočetnější zastoupení, jedinci vhodní jak pod sedlo, tak do zápřahu.
- Moderní: Jedná se o „lehčího“ Fríse, velmi ušlechtilý a vhodný více pod sedlo, bývá vyšší v kohoutku a využíván pro drezuru.

## Zajímavosti
Vznešené držení těla z Fríse činí ideálního koně pro slavnostní příležitosti.
Tento kůň je kvůli svému vzhledu a kráse nazýván černou perlou.
Fríský kůň je většinou černý, ale najdou se jedinci kteří mají vzácné zbarvení ryzáka.
Tito koně byli součástí šestispřežení, které táhlo nizozemský královský kočár při zahajovací ceremonii Světových jezdeckých her v Haagu v roce 1994.
Od roku 1986 zajišťuje spřežení těchto koní rozvážku zboží jednoho z významných obchodních domů v Londýně.